# HA(it.)
|  | Sammenskrivningsforslag Artiklen HA(it) er foreslået føjet ind i HA(it.). (Siden november 2021) Diskutér forslaget |

HA(it.) er en kombinationsuddannelse indenfor erhvervsøkonomi og datalogi. Uddannelsen er en mellemlang videregående uddannelse nomeret til 3 år og giver en bachelorgrad ved beståelse. Uddannelsen blev oprettet i 1984 på Copenhagen Business School og har siden da eksisteret. I 2010 skiftede uddannelsen navn til HA(it.), hvilket er uddannelsens navn i dag. Uddannelsen er direkte forbundet med overbygningen Cand.merc(dat.) eller Cand.merc.(it) som giver den studerende kandidatgrad indenfor Erhvervsøkonomi og Datalogi. 
Uddannelsen har i snit optaget ca. 170 studerende hvert år, som alle er i høj kurs i erhvervslivet. Dette ses blandt andet i den årlige lønstatistik, som udarbejdes af DØK Alumni. 
Fagligheden på studiet medfører, de studerende lærer programmering i både teori og praksis samt hvordan database og datamodeller opbygges. Dette kombineret med CBS' grundlæggende HA uddannelse indenfor erhvervsøkonomi og ledelse giver de studerende fra denne uddannelse en bred værktøjskasse, der ofte fungerer som brobyggere mellem virksomheders it-afdeling og ledelsen. 
Nærmere beskrivelse af uddannelsen kan findes på CBS' egen hjemmeside: 

## Navnet
Studiet er i daglig tale kaldt for DØK, hvilket står for "Datalogisk og Økonomisk Kombinationsuddannelse", som var den oprindelige navngivning af studiet. Det formelle navn blev dog afskaffet, men er stadigvæk i brug iblandt de studerende på studiet som går under navnet DØK'ere  der beskriver studieforeningen DØK Foreningen og under udvalget for færdigudddannede DØK Alumni.